# Lemiesz (anatomia)

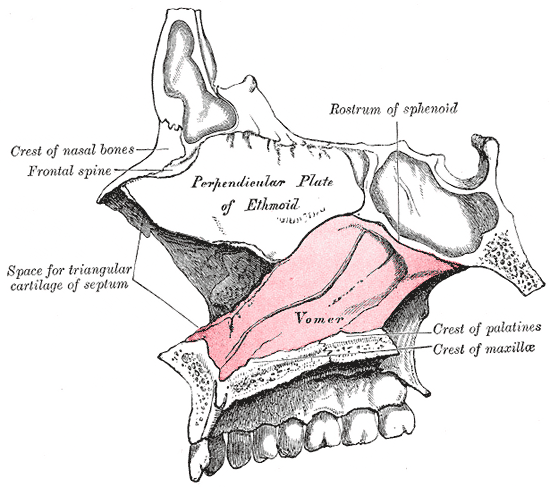
Kości przegrody nosa człowieka rozumnego z zaznaczonym na czerwono lemieszem

Lemiesz (łac. vomer) – kość czaszki.
Nazwa tej kości odnosi się do kształtu lemiesza człowieka rozumnego.
Lemiesz zalicza się do trzewioczaszki. Leży u podstawy czaszki z jednej strony, sięgając z drugiej dna jamy nosowej. Łączy się tam z grzebieniem nosowym kości podniebiennej. Przebiega przy nozdrzach tylnych. Szczególnie daleko do przodu sięga lemiesz u świni domowej, aż do kości siekaczowej. 
Krawędź dolna lemiesza tworzy grzebień lemiesza (crista vomeris). Łączy się ona z innym grzebieniem – grzebieniem nosowym kości podniebiennej. Bocznie od grzebienia lemiesza leżą skrzydła lemiesza (alae vomeris), blaszkowate w kształcie. Skrzydła te obejmują bruzdę lemiesza zwaną też bruzdą przegrodową (sulcus vomeris vel septalis). Łączy się ona natomiast z dolną krawędzią przegrody nosa.
Jest to kość wydłużonego kształtu. Przekrój poprzeczny lemiesza przyjmuje kształt litery V.